# Яновец (гмина)
Яновец (пол. Janowiec) — сельская гмина (волость) в Польше, входит как административная единица в Пулавский повет, Люблинское воеводство. Население — 3619 человек (на 2008 год).

## Сельские округа
1. Бжесьце
2. Бжесьце-Колёня
3. Войшин
4. Насилув
5. Облясы
6. Тшчанки
7. Яновец
8. Яновице

## Соседние гмины
1. Гмина Вилькув
2. Гмина Казимеж-Дольны
3. Гмина Пшиленк
4. Гмина Пулавы
5. Пулавы